# Pardo Ridge
Pardo Ridge (in Argentinien Cordón Pardo) ist ein bis zu 760 m hoher Gebirgskamm auf Elephant Island im Archipel der Südlichen Shetlandinseln. Er reicht von The White Company im Westen bis zum Kap Valentine am östlichen Ende der Insel.
Teilnehmer der British Joint Services Expedition (1970–1971) kartierten ihn und nahmen seine Benennung vor. Namensgeber ist der chilenische Kapitän Luis Pardo (1882–1935), Kommandant des Schleppers Yelcho bei der Rettung der auf Elephant Island verschollenen Mitglieder der Endurance-Expedition (1914–1917) unter der Leitung des britischen Polarforschers Ernest Shackleton im August 1916.